# Engelana anisoptera
Engelana anisoptera är en fjärilsart som beskrevs av Edward Meyrick 1921. Engelana anisoptera ingår i släktet Engelana och familjen vecklare. Inga underarter finns listade i Catalogue of Life.